# مسابقات تکواندو قهرمانی آسیا ۲۰۱۲
مسابقات تکواندو قهرمانی آسیا ۲۰۱۲، بیستمین دوره مسابقات تکواندو قهرمانی آسیا بود که از ۹ تا ۱۱ مه ۲۰۱۲، در ورزشگاه سرپوشیده فو تو در هوشی‌مین، ویتنام برگزار شد.

## خلاصه مدال‌ها

### مردان
| رویداد               | طلا                         | نقره                           | برنز                                   |
| Finweight −۵۴ ک‌گ     | Park Ji-woong · کرهٔ جنوبی   | Japoy Lizardo · فیلیپین        | Ahmad Nabil · اندونزی                  |
| Finweight −۵۴ ک‌گ     | Park Ji-woong · کرهٔ جنوبی   | Japoy Lizardo · فیلیپین        | Chutchawal Khawlaor · تایلند           |
| Flyweight −۵۸ ک‌گ     | لی دائه-هون · کرهٔ جنوبی     | Pen-ek Karaket · تایلند        | Lê Huỳnh Châu · ویتنام                 |
| Flyweight −۵۸ ک‌گ     | لی دائه-هون · کرهٔ جنوبی     | Pen-ek Karaket · تایلند        | Yuma Yamada · ژاپن                     |
| Bantamweight −۶۳ ک‌گ  | Huang Cheng-ching · تایوان  | Yaser Ba-Matraf · یمن          | Vladislav Khan · ازبکستان              |
| Bantamweight −۶۳ ک‌گ  | Huang Cheng-ching · تایوان  | Yaser Ba-Matraf · یمن          | Zhalgas Bekkassymov · قزاقستان         |
| Featherweight −۶۸ ک‌گ | علی‌رضا نصر آزادانی · ایران  | روح‌الله نیکپا · افغانستان      | Said Gafar Salih · قطر                 |
| Featherweight −۶۸ ک‌گ | علی‌رضا نصر آزادانی · ایران  | روح‌الله نیکپا · افغانستان      | محمد ابولیبه · اردن                    |
| Lightweight −۷۴ ک‌گ   | Anas Al-Adarbi · اردن       | Seo Jong-bin · کرهٔ جنوبی       | Masoud Karimi · افغانستان              |
| Lightweight −۷۴ ک‌گ   | Anas Al-Adarbi · اردن       | Seo Jong-bin · کرهٔ جنوبی       | Kairat Sarymsakov · قزاقستان           |
| Welterweight −۸۰ ک‌گ  | Lee Dong-eon · کرهٔ جنوبی    | مسعود حجی‌زواره · ایران         | Qiao Sen · چین                         |
| Welterweight −۸۰ ک‌گ  | Lee Dong-eon · کرهٔ جنوبی    | مسعود حجی‌زواره · ایران         | Christian dela Cruz · فیلیپین          |
| Middleweight −۸۷ ک‌گ  | Nguyễn Trọng Cường · ویتنام | Jasur Baykuziyev · ازبکستان    | Jaber Jamal Al-Ali · امارات متحدهٔ عربی |
| Middleweight −۸۷ ک‌گ  | Nguyễn Trọng Cường · ویتنام | Jasur Baykuziyev · ازبکستان    | حسین تاجیک · ایران                     |
| Heavyweight +۸۷ ک‌گ   | چا دونگ-مین · کرهٔ جنوبی     | لیو شیائوبو (تکواندوکار) · چین | سجاد مردانی · ایران                    |
| Heavyweight +۸۷ ک‌گ   | چا دونگ-مین · کرهٔ جنوبی     | لیو شیائوبو (تکواندوکار) · چین | Elias El-Hidari · لبنان                |

### زنان
| رویداد               | طلا                     | نقره                          | برنز                                |
| Finweight −۴۶ ک‌گ     | Liao Wei-chun · تایوان  | Li Zhaoyi · چین               | کیم سو-هوی (تکواندوکار) · کرهٔ جنوبی |
| Finweight −۴۶ ک‌گ     | Liao Wei-chun · تایوان  | Li Zhaoyi · چین               | دینا پوریونس · ایران                |
| Flyweight −۴۹ ک‌گ     | Yang Shu-chun · تایوان  | Đoàn Thị Hương Giang · ویتنام | چاناتیپ سونکهام · تایلند            |
| Flyweight −۴۹ ک‌گ     | Yang Shu-chun · تایوان  | Đoàn Thị Hương Giang · ویتنام | Park Ji-hye · کرهٔ جنوبی             |
| Bantamweight −۵۳ ک‌گ  | وو جینگیو · چین         | سمانه شش‌پری · ایران           | Nila Ahmadi · افغانستان             |
| Bantamweight −۵۳ ک‌گ  | وو جینگیو · چین         | سمانه شش‌پری · ایران           | Tseng Yi-hsuan · تایوان             |
| Featherweight −۵۷ ک‌گ | تسنگ لی-چنگ · تایوان    | Hou Yuzhuo · چین              | Mayu Hamada · ژاپن                  |
| Featherweight −۵۷ ک‌گ | تسنگ لی-چنگ · تایوان    | Hou Yuzhuo · چین              | Dilobar Saydullaeva · ازبکستان      |
| Lightweight −۶۲ ک‌گ   | Zhang Hua · چین         | Chuang Chia-chia · تایوان     | Nguyễn Thị Thanh Thảo · ویتنام      |
| Lightweight −۶۲ ک‌گ   | Zhang Hua · چین         | Chuang Chia-chia · تایوان     | Zhadyra Otemis · قزاقستان           |
| Welterweight −۶۷ ک‌گ  | Chen Yann-yeu · تایوان  | هوانگ کیونگ-سون · کرهٔ جنوبی   | فاطمه روحانی · ایران                |
| Welterweight −۶۷ ک‌گ  | Chen Yann-yeu · تایوان  | هوانگ کیونگ-سون · کرهٔ جنوبی   | Liu Qing · ماکائو                   |
| Middleweight −۷۳ ک‌گ  | Lee In-jong · کرهٔ جنوبی | Rima Ananbeh · اردن           | Kirstie Alora · فیلیپین             |
| Middleweight −۷۳ ک‌گ  | Lee In-jong · کرهٔ جنوبی | Rima Ananbeh · اردن           | Feruza Yergeshova · قزاقستان        |
| Heavyweight +۷۳ ک‌گ   | Nadin Dawani · اردن     | Fei Lulu · چین                | Eka Sahara · اندونزی                |
| Heavyweight +۷۳ ک‌گ   | Nadin Dawani · اردن     | Fei Lulu · چین                | نفیسه مخلصی · ایران                 |

## جدول مدال‌ها
| رتبه            | کشور              | طلا | نقره | برنز | مجموع |
| --------------- | ----------------- | --- | ---- | ---- | ----- |
| ۱               | کرهٔ جنوبی         | ۵   | ۲    | ۲    | ۹     |
| ۲               | تایوان            | ۵   | ۱    | ۱    | ۷     |
| ۳               | چین               | ۲   | ۴    | ۱    | ۷     |
| ۴               | اردن              | ۲   | ۱    | ۱    | ۴     |
| ۵               | ایران             | ۱   | ۲    | ۵    | ۸     |
| ۶               | ویتنام            | ۱   | ۱    | ۲    | ۴     |
| ۷               | ازبکستان          | ۰   | ۱    | ۲    | ۳     |
| ۷               | افغانستان         | ۰   | ۱    | ۲    | ۳     |
| ۷               | تایلند            | ۰   | ۱    | ۲    | ۳     |
| ۷               | فیلیپین           | ۰   | ۱    | ۲    | ۳     |
| ۱۱              | یمن               | ۰   | ۱    | ۰    | ۱     |
| ۱۲              | قزاقستان          | ۰   | ۰    | ۴    | ۴     |
| ۱۳              | اندونزی           | ۰   | ۰    | ۲    | ۲     |
| ۱۳              | ژاپن              | ۰   | ۰    | ۲    | ۲     |
| ۱۵              | امارات متحدهٔ عربی | ۰   | ۰    | ۱    | ۱     |
| ۱۵              | قطر               | ۰   | ۰    | ۱    | ۱     |
| ۱۵              | لبنان             | ۰   | ۰    | ۱    | ۱     |
| ۱۵              | ماکائو            | ۰   | ۰    | ۱    | ۱     |
| مجموع (۱۸ کشور) | مجموع (۱۸ کشور)   | ۱۶  | ۱۶   | ۳۲   | ۶۴    |

## رتبه‌بندی تیمی
| رتبه | تیم       | امتیاز |
| ---- | --------- | ------ |
| ۱    | کره جنوبی | ۶۲     |
| ۲    | ایران     | ۲۹     |
| ۳    | اردن      | ۱۸     |
| ۴    | ویتنام    | ۱۶     |
| ۵    | تایلند    | ۱۳     |
| ۶    | تایوان    | ۱۳     |
| ۷    | افغانستان | ۱۲     |
| ۸    | فیلیپین   | ۱۲     |
| ۹    | چین       | ۱۰     |
| ۱۰   | ازبکستان  | ۱۰     |

| رتبه | تیم       | امتیاز |
| ---- | --------- | ------ |
| ۱    | تایوان    | ۶۳     |
| ۲    | چین       | ۴۷     |
| ۳    | کره جنوبی | ۲۴     |
| ۴    | ایران     | ۱۵     |
| ۵    | اردن      | ۱۳     |
| ۶    | ویتنام    | ۱۰     |
| ۷    | قزاقستان  | ۶      |
| ۸    | تایلند    | ۴      |
| ۹    | ازبکستان  | ۴      |
| ۱۰   | ژاپن      | ۴      |